# SZESAT
Nem tévesztendő össze a következővel: Szesat.
A SZESAT szakkollégium 2019-ben alakult Győrben a Széchenyi István Egyetemen hallgatói indítványozásból. A korábbi „Antenna Projekt” átalakításával lett létrehozva a szakkollégiumként azzal a céllal, hogy a hallgatók kiélhessék a technika iránti érdeklődésüket és megvalósíthassák elképzeléseiket a valóságban. 

## Kezdetek
2018 őszén egy előadás után vetette fel a Széchenyi István Egyetem egyik oktatója,[pontosabban?] hogy a tetőre felraktak egy 2,4 méter átmérőjű parabolaantennát, aminek mozgatását meg lehetne oldani a hallgatóságnak egy projekten belül. Több érdeklődő után végül négy főből összeállt egy csapat, akik elkezdtek közösen ötletelni a megvalósítási lehetőségeken. Eleinte az ismerősi körből, majd más karokról is csatlakoztak hallgatók a projekthez, amit Antenna Projekt néven emlegettek. Ennek alapítási okiratát 2019. február 13-án adták ki, amibe belefoglalták a jövőbeli célokat és a csapat felépítését. Innentől kezdődtek el a konkrét tervezési munkák. Heti szinten összejött a csapat, ahol sokszor több órás megbeszéléseken lett eldöntve, milyen irányba haladjanak a tervek. Mivel egy hallgatói projektről van szó, így semmi külső behatás nem volt az irányok meghatározására, mindenki a maga területének megfelelő munkákban vehetett részt a saját érdeklődésének megfelelően.

## Projektek

### Silurus
A Silurus projekt a 3 méter átmérőjű parabolaantenna vezérlén dolgozik. Az antenna képes azimut és eleváció irányokba mozogni két motor segítségével, aminek vezérlését egy saját fejlesztésű egység hivatott elvégezni. A saját fejlesztésű szoftverek egy Raspberry Pi 3b-n futnak, ami USB-n keresztül van a vezérlőhöz csatlakoztatva. Az egész rendszer így hálózati kapcsolaton keresztül távvezérelhetőek, így az antenna – megfelelő jogosultságokkal – a világ bármelyik pontjáról működtethető és felügyelhető interneten.

## Támogatók
A SZESAT támogatói közé tartozik a Széchenyi István Egyetem, a Nemzeti Média-és Hírközlési Hatóság, a Huawei, a Nemzeti Média- és Hírközlési Hatóság, a Nemzeti Tehetség Program és az Országos Meteorológiai Szolgálat.